# FK Spartak Bánovce nad Bebravou
FK Spartak Bánovce nad Bebravou là một câu lạc bộ bóng đá Slovakia, đến từ thị trấn Bánovce nad Bebravou. Câu lạc bộ được thành lập năm 1931.